# 黑苇鳽
黑苇鳽（学名：Ixobrychus flavicollis）为鹭科葦鷺屬的鸟类，又名黑葦鳽，俗名黑鳽、乌鹭、高砂黒鷺、黑长脚鹭鸶。是一種舊世界起源的葦鳽，在熱帶亞洲繁殖，從巴基斯坦、印度、孟加拉和斯里蘭卡到中國、印尼和澳大利亞。主要是留鳥，但一些北方的個體會短途遷徙。

## 亚种
- 黑苇鳽指名亚种（学名：Ixobrychus flavicollis flavicollis）。分布于印度、台湾岛以及中国大陆的广东、海南、云南、长江以南、贵州、偶见于甘肃、陕西、河南等地。该物种的模式产地在印度。[3]
- 黑苇鳽台湾亚种（学名：Ixobrychus flavicollis major）。分布于台湾等地。该物种的模式产地在台湾。[4]

## 描述
這是一種相當大的物種，長度為58 cm（23英寸），是葦鷺屬(Ixobrychus)中最大的葦鳽之一。與其他相關物種相比，它具有較長的頸部和黃色的長喙。成鳥的上體均為黑色，頸側為黃色。下體呈白色，帶有濃重的褐色條紋。幼鳥與成鳥相似，但為深褐色而非黑色。由於其隱蔽的生活方式和蘆葦灘棲地，可能很難見到，但常能見到它們飛行，飛行時全黑的上半部，非常容易辨認。

## 分佈
分布於南亞的印度河和恆河流域、印度南部和斯里蘭卡沿海地區，東亞的台灣和中國東南部，西太平洋沿岸的馬來群島、美拉尼西亞及澳洲北部至東南沿海地區。黃頸黑鷺一般生活于芦苇丛、沼泽、滩涂、红树林及林间溪流、在贵州分布于700-1000m以及营巢于芦苇丛中、树上或竹林中。该物种的模式产地在印度。

## 繁殖
它們的繁殖棲地是蘆葦灘。它們在灌木或有時在樹上築起由蘆葦組成的平台巢。每次產卵三到五枚。

## 飲食
黃頸黑鷺以昆蟲、魚類和兩棲類為食。

## 保育狀況

### 澳大利亞
黃頸黑鷺未列入澳大利亞1999年環境保護和生物多樣性保護法中的受威脅物種名單。

### 澳大利亞維多利亞州
- 根據維多利亞州的1988年植物和動物保護法，黃頸黑鷺被列為受威脅物種。[5]  根據該法案，目前尚未制定此物種的Action Statement恢復和未來管理計劃。[6]
- 在2007年維多利亞州受威脅脊椎動物名單上，黃頸黑鷺被列為易危物種。[7]

## 圖庫

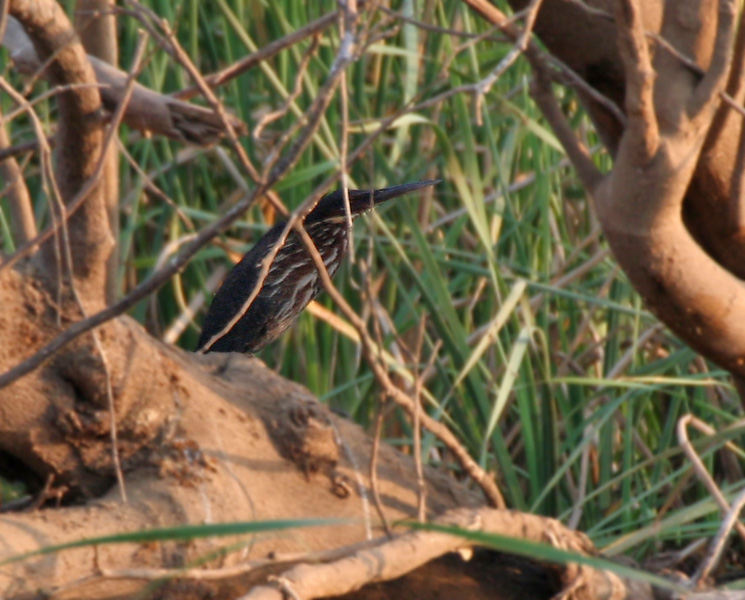
攝於金納拉薩尼野生動物保護區，特倫甘納邦, 印度
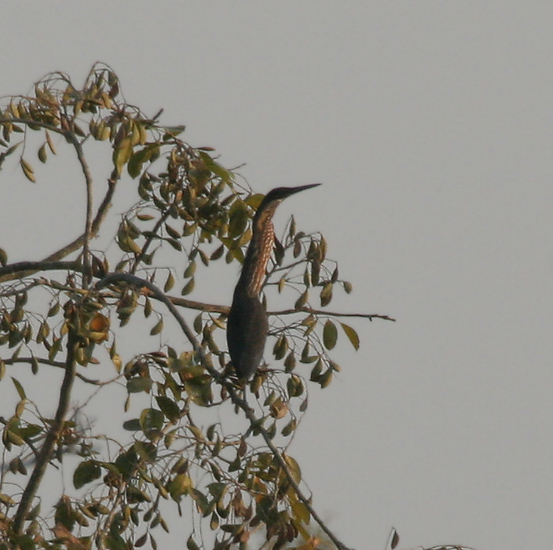
攝於金納拉薩尼野生動物保護區，特倫甘納邦, 印度
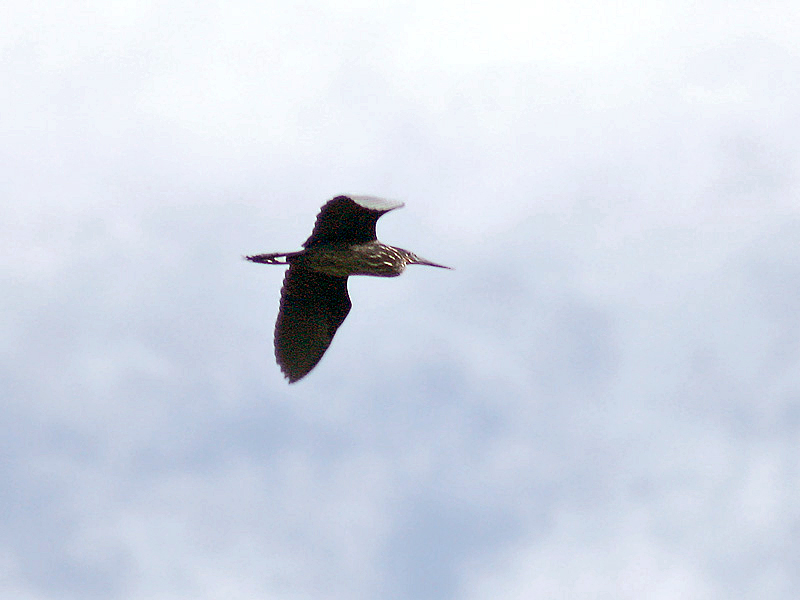
攝於 加爾各答，西孟加拉,印度
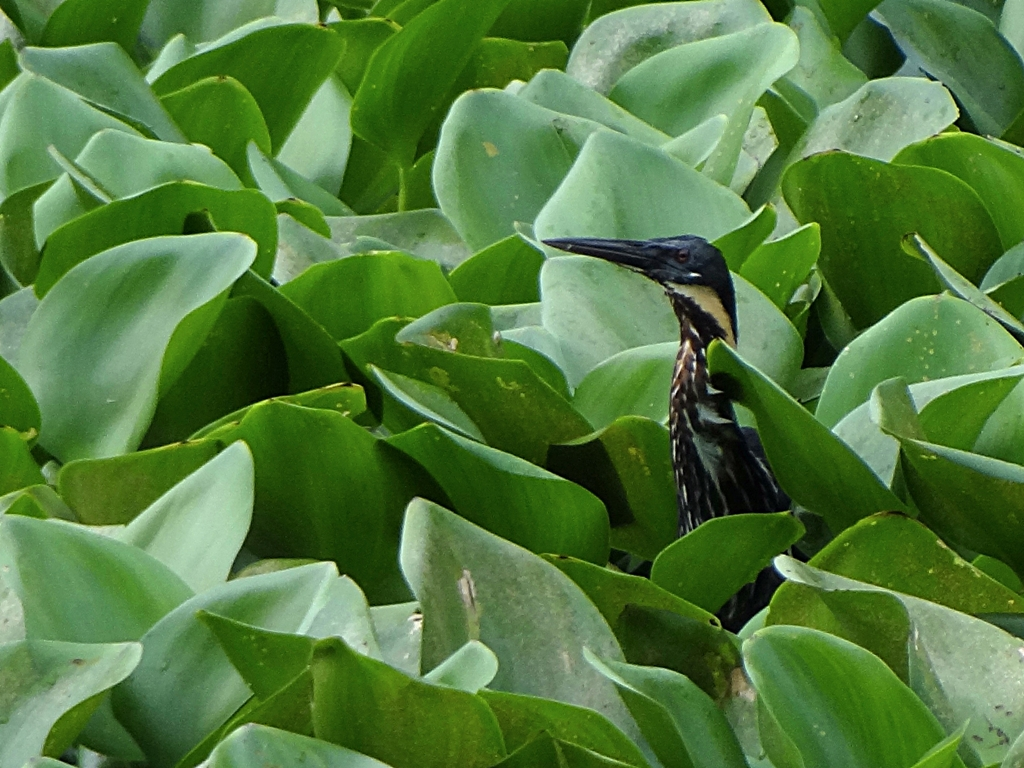
攝於 加爾各答，西孟加拉,印度
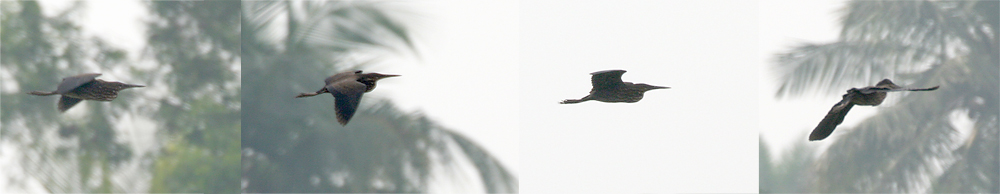
飛行 攝於 加爾各答，西孟加拉,印度
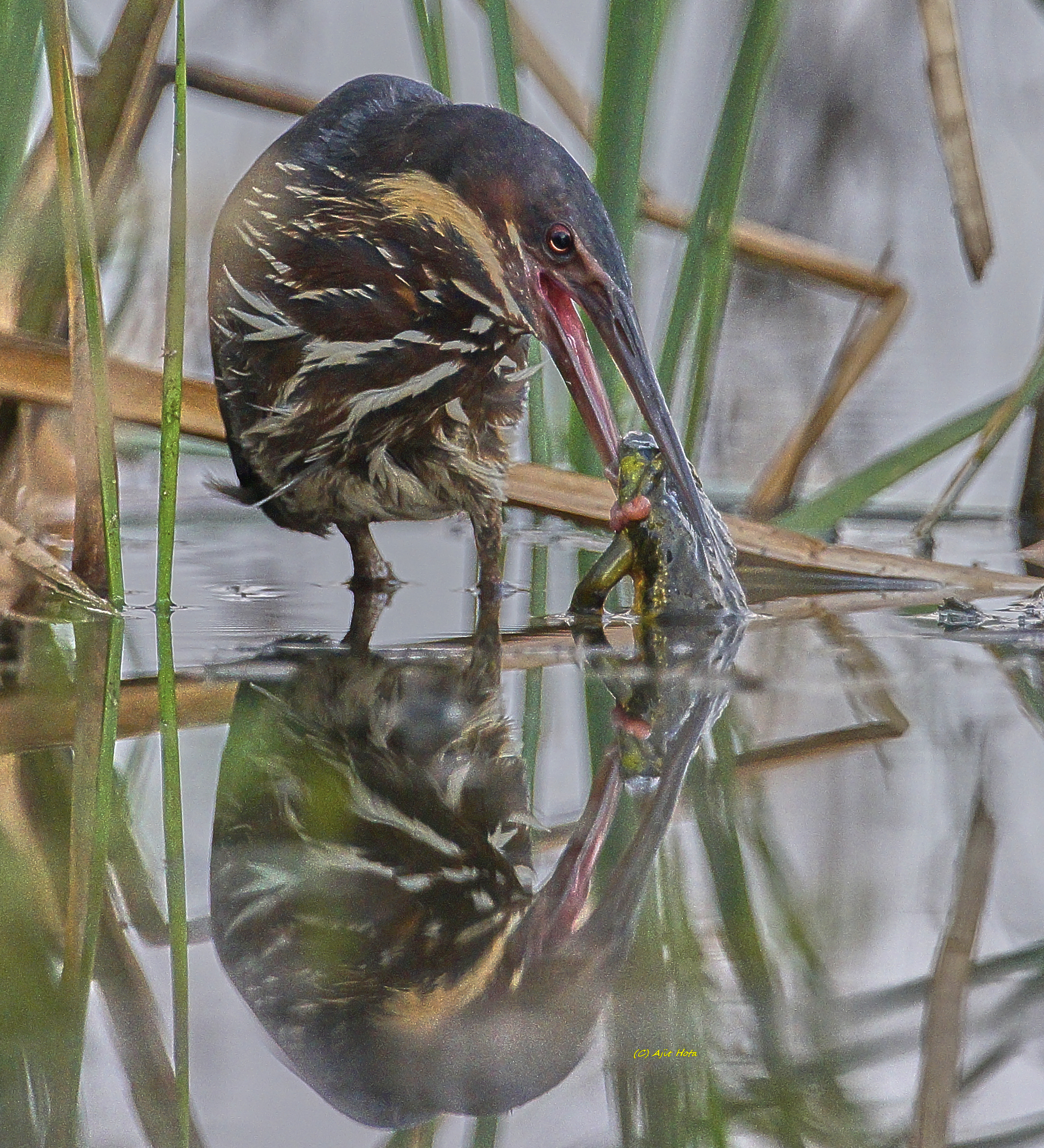
黃頸黑鷺捕獲一隻青蛙奇 利卡，奧裡薩邦
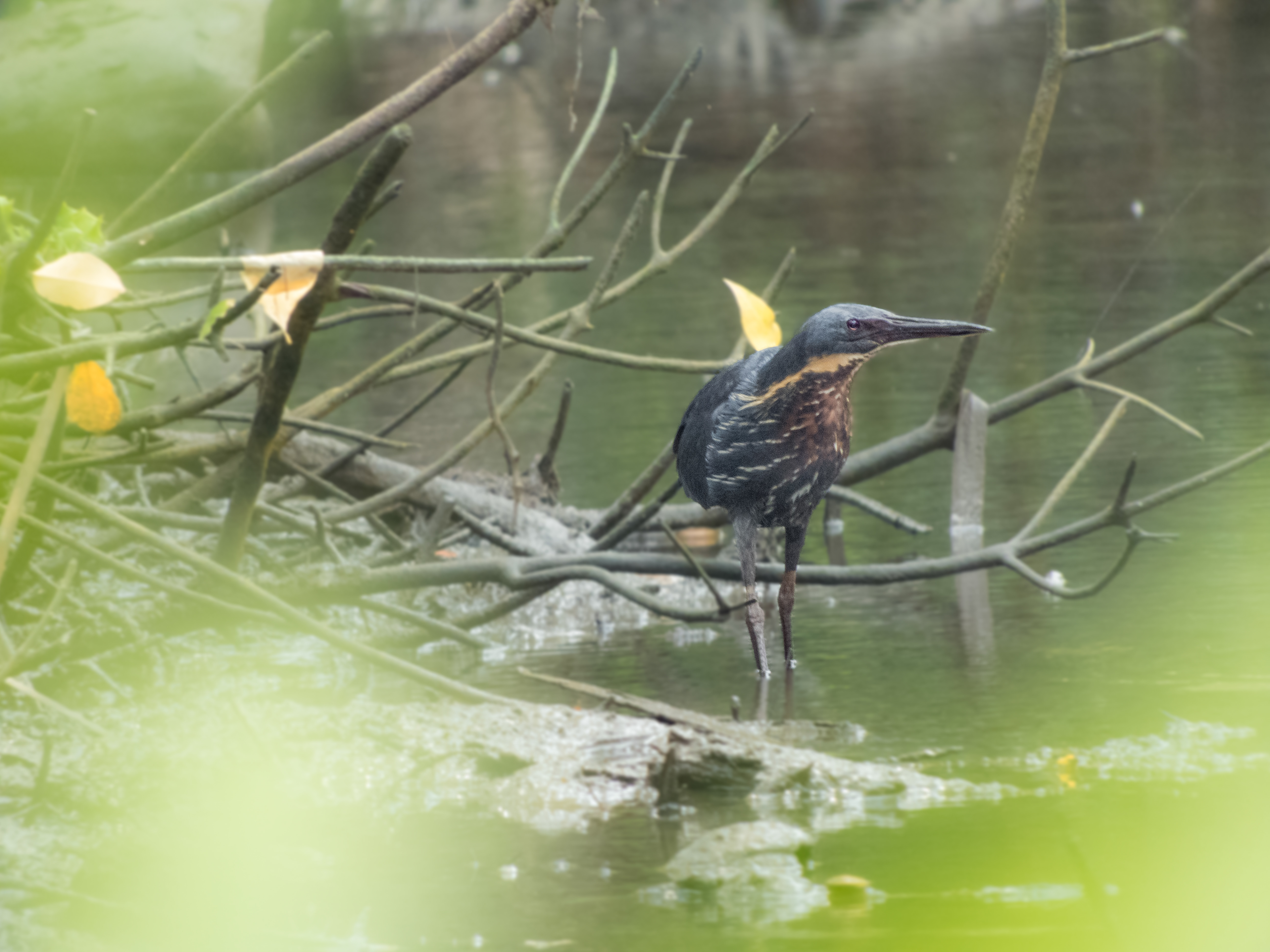
在其自然棲息地的濕地 埃爾訥古勒姆，喀拉拉邦，印度